# 溝落とし
溝落とし（みぞおとし）とは、四輪自動車のイン側のタイヤをわざと道路の雨水溝に落とし、通常より高い速度でコーナーをクリアするドライビングテクニック。状況によって道路の段差などでも使用する事があるため、「溝走り」とも呼ばれる。

## 原理
イン側のタイヤを溝に落とすという方法は同じであるが、文献により説明される原理が異なる。
- ハイスピード・ドライビング（ポール・フレール） - イン側を落とす事で車両をよりバンク角を上げて高いコーナーリング速度に対応する。オートバイを傾けるのと同様の理由で高速なコーナーリングが出来る。
- 頭文字D（しげの秀一） - 著書内の説明で、イン側のタイヤを引っ掛けるようにして遠心力に対抗して高いコーナーリング速度に対応するとある。

## 概要
一見、荒唐無稽な技に思えるが、世界ラリー選手権では一般的に使われているテクニックである。
1966年7月に刊行されたポール・フレールの著書「ハイスピード・ドライビング」（二玄社、ISBN 4-544-04000-0）に、溝落としを実践する様子が掲載されている。これが写真として残っている中では世界初の溝落としであるとされている。